# Dain Blanton
Dain Blanton (Laguna Beach, 28 novembre 1971) è un ex giocatore di beach volley statunitense.

## Palmarès

### Olimpiadi
- 1 medaglia:
  - 1 oro (Sydney 2000)

### Mondiali
- 1 medaglia:
  - 1 bronzo (Los Angeles 1997)